# Креплики
Креплики (або краплики) — пісні вареники (пироги), у народному вживанні в деяких місцевостях на заході України. Їх готують на Різдвяні свята, як і кутю та інші різдвяні страви.
Креплики роблять із різними начинками. Найчастіше — з тушкованою квашеною капустою, з капустою і грибами, з картоплею й грибами, з квасолею, з тертим маком і фруктами (вишнями, яблуками, чорносливом). В окремих районах у креплики заліплюють перемелений маринований оселедець, приправлений сухарями, пасерованою цибулею та спеціями.